# Кейт Террі
Кейт Террі (англ. Kate Terry; 21 квітня 1844 — 6 січня 1924) — англійська акторка, старша сестра акторки Еллен Террі. Народилася в театральній родині, дебютувала ще дитиною, і стала виконавицею головних ролей, сцену залишила 1867 року заради шлюбу. Згодом вона сказала, що була на сцені 20 років, але покинула її, коли їй було лише 23. Її онук — актор і театральний режисер Джон Гілгуд.

## Біографія

### Ранні роки
Народилася в Англії в театральній родині. Її батьки, Бенджамін (1818—1896) і Сара (до шлюбу Баллард; 1817—1892), були комічними акторами в гастрольній компанії, що базувалася в Портсмуті. Кейт була найстаршою з одинадцяти дітей, п'ятеро стали акторами: Еллен, Флоренс, Фред, Кейт і Меріон. Джордж і Чарльз були пов'язані з керівництвом театру. Онук Террі, Джон Гілгуд, став одним із найшановніших акторів ХХ століття.

### Театральна кар'єра
Почала кар'єру як дитяча акторки в Бристолі, а потім у компанії Чарльза Кіна в постановках Шекспіра в лондонському «Princess Theatre», з якою 1851 року дебютувала в Лондоні, зігравши роль Робін у дитячій постановці «Віндзорські насмішниці», 1852 року зіграла неповнолітню роль принца Артура в «Королі Джоні», яку повторила в персональному спектаклі для королеви Вікторії. Історик і поет Томас Маколей був присутній і написав у своєму щоденнику, що «варто було пережити середній вік, щоб побачити маленьку Кейт Террі в ролі принца Артура».

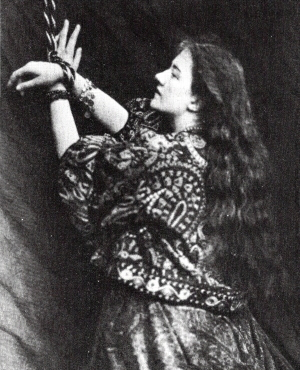
Террі в ролі Андромеди, фотографія Льюїса Керрола, 1865 рік

1857 року зіграла Аріель у «Бурі», а 1858 року, коли їй було лише 15, Кін дав їй дорослу роль Корделії в «Королі Лірі». З 1859 року гастролювала протягом двох років зі своєю сестрою Еллен у супроводі батьків і музиканта, з «розвагами German Reed Entertainments, які стали останніми вцілілими прикладами, дуологів і декламацій, що показувалися у ратушах і залах засідань для тих людей, які люблять розважатися, але ніколи не погодяться увійти до театру». 1861 року повернулася до Лондона, щоб зіграти Офелію в «Гамлеті». Протягом наступних п'яти років виступала в кількох театрах на Вест-Енді, ставши однією з найвідоміших виконавиць головних ролей у Лондоні. У театрі «Ліцеум» з'явилася в «Девізі герцога» 1863 року та «Бель Демоніо» 1864 року. Того ж року в театрі «Олімпік» з'явилася у постановці «Прихована рука». 1863 року Чарлз Дікенс сказав про її гру в «Ліонській леді»: «Це найкраще втілення жіночої ніжності, яке я коли-небудь бачив на сцені, і ви побачите, що ніякі глядачі не зможуть це пропустити».
1866 року з'явилася у постановці Діона Бусіко «Hunted Down» разом з Генрі Ірвінґом, який пізніше утворив знамените партнерство з її сестрою Еллен. Того ж року приєдналася до трупи театру «Адельфі». Там 1866 року з'явилася в «Вівці у вовчому одязі», а потім того ж сезону в «Етель; або Тільки життя», адаптації «Une Pauvre Fille» Бенджаміна Вебстера-молодшого. Про її гру в останньому творі у «Таймс» написали, що «все, що було б абсолютно марним і виснажливим для звичайної акторки, вона робить ефективним і цікавим завдяки природній інтерпретації персонажа». Невдовзі зіграла у «Покаянні сестри» Тома Тейлора й Августа Дюбурга. З Джоном Лоуренсом Тулом на різдвяний сезон 1866 року з'явилася у новому бурлеску «Гора Дху» Ендрю Геллідея. З червня 1867 року грала у виставі «Дора» Чарльза Ріда, основаної на поемі Альфреда Теннісона. У липні 1867 року зіграла Беатріс у «Багато галасу з нічого». У «Таймс» відгукнулися про її роботу: «Ми не пам'ятаємо такої Беатріс, і нам важко уявити кращу». Попрощалася з Вест-Ендом у ролі Джульєтти в «Ромео і Джульєтті» у серпні, отримавши велике визнання.
Джон Гілгуд підрахував, що його бабуся зіграла близько 100 ролей за свою коротку кар'єру. Її остання поява на сцені відбулася у жовтні 1867 року в «Prince's Theatre», Манчестер, у постановці «Змова та пристрасті» Тома Тейлора. У «Манчестер Ґардіан» в огляді про виставу написали: «Ми неохоче приймаємо її прощання, тепер ми повинні відпочивати задоволені спогадом про незрівнянну красу її веселої гри… як музика чарівної мелодії, що пронизує тишу ночі, але закінчується саме тоді, коли вухо прагне наступної ноти».

### Подальші роки
Після прощального виступу залишила сцену заради шлюбу з багатим галантерейником і торговцем шовком Артуром Джеймсом Льюїсом (з фірми Lewis & Allenby). У пари було чотири доньки, старшу з яких також звали Кейт (мати Гілгуда). Наймолодша, Мейбл Террі-Льюїс, стала акторкою. Пізніше Террі двічі з'явилася на сцені: спочатку 1898 року в «Майстрі» Стюарта Огілві з Джоном Гейром і її донькою Мейбл, а у червні 1906 року зіграла Урсулу у «Багато галасу з нічого» на святкуванні ювілею її сестри Еллен.
Жила з чоловіком у Кенсінгтоні, де приймали знаних людей Лондона, доки Льюїс не втратив усі свої гроші. Після цього, за словами Гілгуда, «бабуся жила дуже просто і доволі ображеною в потворному будиночку на Вест-Кромвель-роуд, вона не мала шикарного одягу і більше не влаштовувала вечірок. Грала в бридж і приймала гостей, які платили. Сумний кінець її кар'єри, але вона ніколи не бурчала і не ричала, мабуть, ненавиділа бути поза кадром, хоча багато людей все одно впізнавали її і залицялися до неї».
Померла у Лондоні у 79 років.